# Palazzo delle Stelline
Palazzo delle Stelline è un edificio storico situato in corso Magenta a Milano di proprietà del Comune di Milano.

## Storia
Il Palazzo delle Stelline è situato di fronte alla chiesa di Santa Maria delle Grazie ed è stato inizialmente un monastero delle suore benedettine di Santa Maria della Stella. A partire dal XVII secolo su iniziativa di San Carlo Borromeo l'edificio ospitò l'orfanotrofio delle Stelline.
Nel 1951 Paolo Grassi con Giorgio Strehler fondò nel palazzo la sua Scuola di arte drammatica. L'edificio fu poi acquistato dal Comune di Milano con l'intenzione di ospitare la sede dell'Istituto Internazionale per la Gestione della Tecnologia. Negli anni settanta la parte del palazzo al civico 61 è stata ristrutturata su progetto dell'architetto Jan Battistoni.
Oggi il palazzo viene utilizzato come sede pubblica di prestigio per importanti convegni internazionali. Al numero civico 63 si trova l'Institut Français de Milan (una delle sedi dell'Istituto francese d'Italia). È anche sede della rappresentanza diplomatica in Italia della Commissione europea e di un ufficio distaccato del Parlamento Europeo. Vi è inoltre un ufficio distaccato dell'Agenzia ICE - Agenzia per la promozione all'estero e l'internazionalizzazione delle imprese italiane. Al civico 61 è installato un albergo (Hotel Palazzo delle Stelline). Una parte del complesso è divenuta sede della Scuola del Piccolo Teatro, poi Scuola d'arte drammatica Paolo Grassi.
Nelle vicinanze è presente il Museo Martinitt e Stelline.

## Fondazione Stelline
Nel 1986 il Comune di Milano e la Regione Lombardia hanno costituito la Fondazione Stelline, al fine di conservare il Palazzo e di promuovere iniziative socio-economiche e culturali di rilievo nazionale ed internazionale, dedicandosi principalmente all'arte contemporanea e del Novecento.